# Anathelges resupinatus
Anathelges resupinatus är en kräftdjursart som först beskrevs av Mueller 1871.  Anathelges resupinatus ingår i släktet Anathelges och familjen Bopyridae. Inga underarter finns listade i Catalogue of Life.